# Susanne Sillemann
|  | Denne artikel er oprettet af botten PalnaBot ud fra en ekstern database. Den kan derfor have sproglige fejl eller mangler. Denne skabelon kan fjernes efter kontrol af indholdet. |

Susanne Sillemann er en børnefilm instrueret af Cæcilia Holbek Trier efter manuskript af Kari Vidø, Cæcilia Holbek Trier.

## Handling
Susanne Sillemann er 7 år. Hun ville ønske hun hed noget andet. Hun ville i det hele taget ønske, at mange ting var anderledes, og det gør hun. Hun finder en trylleformular, og pludselig kan hun ønske sig alle de forandringer i sit liv, som hun vil have. En dag kommer hun til at ønske noget, der har forfærdelige konsekvenser. Hun fortryder inderligt, men kan ikke ønske tilbage. Hendes trylleformular virker ikke engang mere. Kan hun mon redde sig selv ud af sin egen fantasiverden?